# Близнецы-убийцы
«Близнецы-убийцы» (англ. Seconds Apart) — фильм режиссёра Жозе Антонио Негрета, снятый в 2010 году. Премьера картины состоялась в рамках After Dark Horrorfest. Слоган фильма «Смерть пришла не одна».

## Сюжет
В одной из школ происходит групповой суицид членов футбольной команды. Детективу Лампкину поручают расследование этого странного дела. А тем временем в школе продолжаются самоубийства — как учеников, так и преподавателей. Внимание полицейского привлекают двое близнецов, образцовых учеников — Джона и Сет Тримблы. Детектив понимает, что подростки обладают способностью телепатически влиять на других людей…

## В ролях
- Орландо Джонс — детектив Лампкин
- Эдмунд Энтин — Джона Тримбл
- Гари Энтин — Сет Тримбл
- Саманта Дроук — Ив
- Луис Хертум — Оуэн Тримбл
- Моргана Шоу — Рита Тримбл
- Моника Акоста — учительница испанского
- Габе Беньо — Мейхэк
- Кент Джуд Бернард — Билли Томпкинс
- Марк Маколей — отец Цинсельмайер
- Дженнифер Форман — Кейти Данн